# Otaki (fleuve)
Le fleuve Otaki  (en anglais : Otaki River) est un cours d’eau situé dans le sud-ouest de l’Île du Nord de la Nouvelle-Zélande. 

## Géographie
Il prend son origine dans la chaîne de Tararua et s’écoule sur  45 km, vers le sud-ouest à travers une vallée dans la chaîne. Il court vers le nord-ouest dans la zone d’Otaki Forks’, où il est rejoint par la rivière Waiotauru. Après avoir continué à travers les gorges d’ « Otaki » en direction du District de Kapiti Coast, le fleuve traverse la State Highway 1/(SH1) au sud de la ville d’Otaki et atteint la Mer de Tasman au Sud de la ville de “Otaki Beach”.
Le fleuve Otaki est une des principales rivières, qui forment la plaine d’inondation fertile du District de Kapiti Coast ». La zone de la « Otaki Forks », accessible via la route des Gorges d’Otaki, est célèbre pour sa zone de loisir et le départ de plusieurs chemins de randonnées vers la chaîne de ‘Tararua Range’.
La rivière Otaki offre aussi de nombreuses possibilités de pèche à la truite brune et d’appât blanc !.